# تخفيف الديون والإرث
تخفيف الديون والأرث، هو عقيدة القانون العام للوصايا ينص على انه عندما لا تكون الأصول العادلة للشخص المتوفي كافية لإرضاء جميع الدائنين بالكامل، يجب خفض ديونهم بشكل مناسب، ويجب عليهم أن يقبلوا التوزيع.
في حالة الإرث عندما لا تكون الأموال الأصول المستحقة كافية لدفعها كاملة، فإن الإرث ينخفض بالتناسب، ما لم تكن هناك أولوية خاصة لأي تركة معينة. المعاش أيضًا يخضع لنفس قاعدة الموروثات العامة.
عادة ما يكون ترتيب التخفيف:
1. ممتلكات بلا وصية
2. الباقي من التركة
3. إبتكارًا محددًا - مثل: الهدايا النقدية
4. الأجهزة التوضيحية - مثل: الهدايا النقدية من حساب معين، الأسهم، السندات، الأوراق المالية، الخ...
5. الأجهزة المحددة - مثل: عنصر محدد من الممتلكات الشخصية، الممتلكات العقارية، الخ...
6. الممتلكات التي لا تخضع لإثبات صحة - مثل: وثائق التأمين على الحياة - لا تخفف.

## التعاريف
الإبتكار المحدد، هو هدية محددة في الوصية لشخص معين بخلاف مبلغ من المال. على سبيل المثال، إذا ذكرت وصية جيمس أنه سيترك 500 ألف دولار لأخيه مايك، فسيكون اليخت ابتكارًا محددًا.
الابتكار العام، هو هدية نقدية لشخص معين ليتم الوفاء به من التركة الإجمالية. على سبيل المثال، إذا ذكرت وصية جيمس أنه سيترك 500 الف دولار لابنه سام، فإن المال سيكون ابتكارًا عامًا.
الابتكار التوضيحي، الأموال التي تُعطى من حساب معين، على سبيل المثال، «سيتم دفع 100,000 دولار من بيع أسهم GM الخاصة بي»
الجهاز المتبقي هو الجهاز الذي يُترك بعد صنع جميع الأجهزة المحددة والعامة. علي سبيل المثال، قد تقول وصية جيمس: «أعطي جميع المتبقي وبقية إرثي لابنتي ليلى.» ستكون ليلى الجهاز المتبقي ويحق لها الحصول على إرث جيمس المتبقي.